# Погос, Николас
Николас Погос (арм. Նիկոլաս Պողոս; англ. Nicholas Pogose; также известный как Ники Погос; 1 сентября 1820 — 3 декабря 1876, Дакка, Бангладеш) — армянский купец и заминдар XIX века, основал первую частную школу в Бенгалии в 1848 году. Принадлежал к армянской общине Дакки. Один из основателей городского совета Дакки.

## Биография

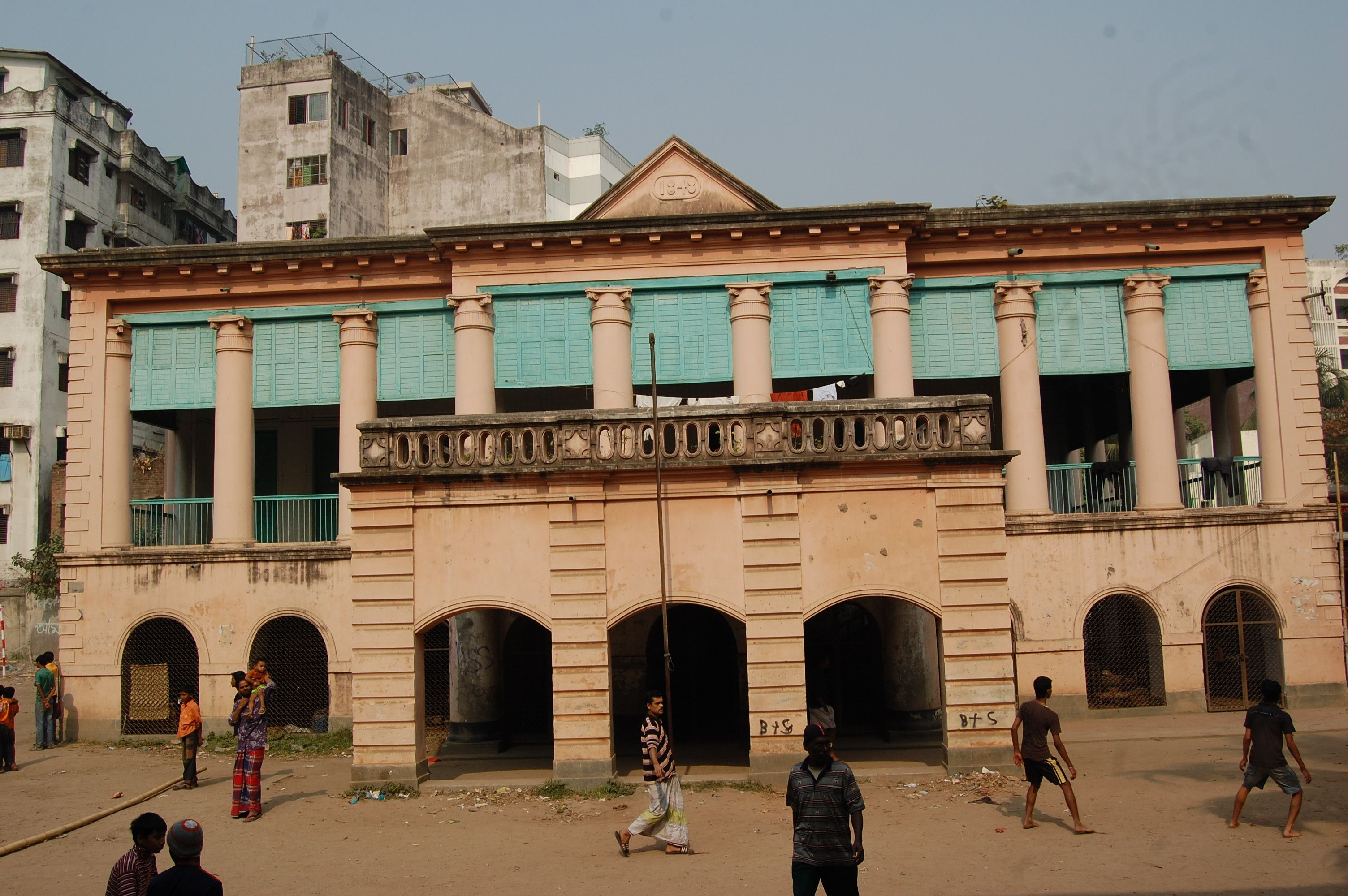
Вид Школа Погоса

Николас Погос родился 1 сентября 1820 года. Учился в колледже Дакки.
В 1848 году основал частную школу в Дакке, которая выпустила ряд студентов, ставших выдающимися личностями в своих областях.
Умер в 1876 году и был похоронен на христианском кладбище в пригороде Наринда в Дакке.

### Снос дома Николаса Погоса

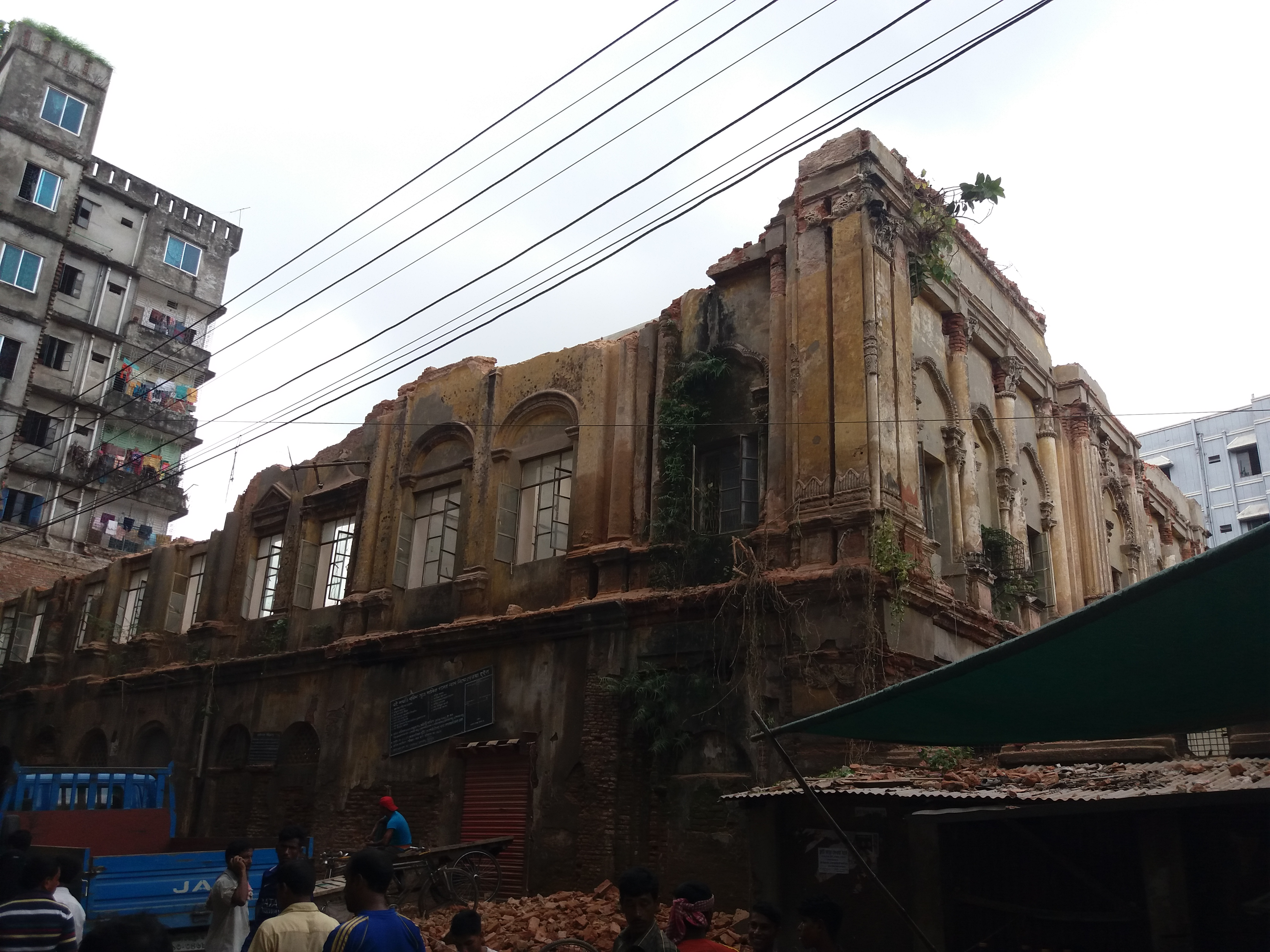
Вид на дом Погоса перед сносом

В нарушение постановления Высокого суда 200-летнее здание на Армянской улице в районе Арманитола в Дакке было снесено его нынешними владельцами, чтобы освободить место для магазинов. Первоначально здание принадлежало Николасу Погосу, армянской элите конца XIX века и основателю школы. Последние несколько десятилетий дом использовался как офис и склад фармацевтической компании. Попытка снести здание началась много лет назад, но активисты уже давно протестовали против этого шага. В 2005 году здание купили 18 человек, в том числе некий доктор Энайет Хоссейн, который утверждает, что купил здание у жены и дочери предыдущего владельца.